# Lophanthera
Genre
Classification phylogénétique
Lophanthera est un genre de plantes à fleurs de la famille des Malpighiaceae. Ce sont des arbres.

## Liste d'espèces
Selon NCBI (21 juil. 2010) :
- Lophanthera lactescens
- Lophanthera longifolia
- Lophanthera pendula